# 이신자
이신자는 대한민국의 탁구 선수였다. 1964년 한국 서울 아시아 선수권대회에서 복식 동메달, 단체 은메달을 획득하였다.